# ピューティア第四祝勝歌
ピューティア第四祝勝歌（ピューティアだいよんしゅくしょうか、英語：Pythian Ode IV）は、古代ギリシアの抒情詩人ピンダロスの作品である。ピューティア競技祭における勝利を祝う祝勝歌である。
「第四祝勝歌」は、紀元前462年の戦車競走における勝利を祝って、キューレーネーの王アルケシラオスに献げられている。

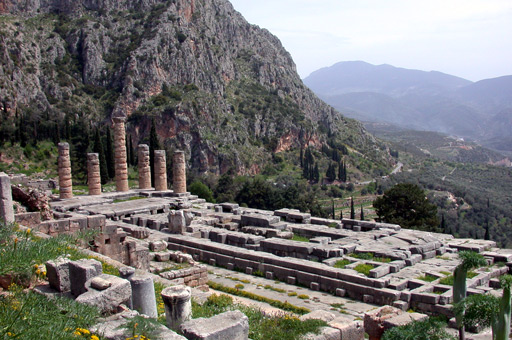
デルポイ・アポローン神殿跡

## 概説
この祝勝歌は、紀元前462年のピューティア大祭での戦車競走で勝利を得た、アルケシラオス4世を称えるうたである。アルケシラオスは北アフリカ・リビュアのキューレーネー市の王で、伝説のバットスを祖とするバッティダイ王朝の第八代目の王であった。
『第四祝勝歌』はアルゴナウタイの神話をうたっていることで著名である。紀元前462年の勝利については、すでに『第五祝勝歌』でチャリオットの御者カロトスへの称賛も含めて、アルケシラオスを称えるうたを詩人は造っている。この歌は、最後の第13スタンザに至って、話題が突然に変わり、キューレーネー人亡命者でピンダロスの知人でもあったダモピロスを弁護する詩となる。ここから、『第四祝勝歌』の作詩意図は、ダモピロスをアルケシラオスに取りなすことではないのか、という説もある。
しかし、ピンダロスのこの祝勝歌がダモピロスの処遇に関して、アルケシラス王に何かの影響を与えたかどうかが明らかになる前に、王は民主制を求めるキューレーネー市民の叛乱に遭って殺され、バッティダイ王朝は断絶した。

### ピンダロスとアルケシラオス

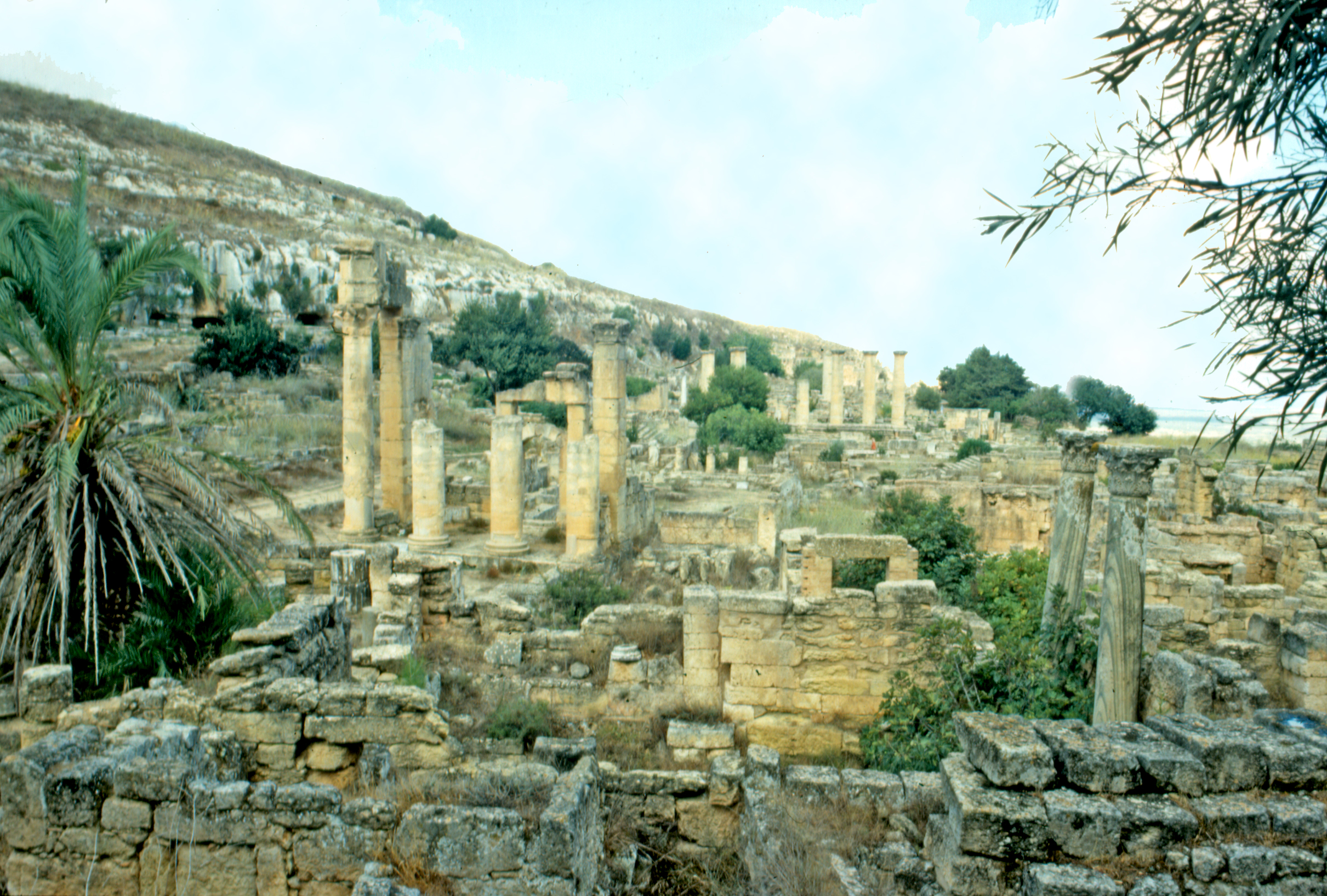
キューレーネー（アポローン聖域）

ピンダロスはボイオーティアの首都テーバイ郊外の村キュノスケパライで、紀元前518年に誕生した。彼はテーバイの由緒ある貴族の家系であるアイゲイダイ人として生まれた。このアイゲイダイ人は、ラーイオスやオイディプースなどの著名な英雄をその祖であるとし、同じボイオーティアのオルコメノス市を本拠地とするミニュアース人の縁戚であるとされていた。
リビュアのギリシア人植民地であるキューレーネー市は、ミニュアース人が立てた都市とされ、実際、そこではミニュアース人が大きな勢力を持ち、アルケシラオス王もミニュアース人の血統を誇っていた。
ピンダロスはキューレーネー及びアルケシラオスに対し、彼自身の貴族の血筋や縁戚によるものと考えられるが、格別の近親感を持ち、紀元前462年のピューティアでの勝利を称えるうたとして、いま一つ、『ピューティア第五祝勝歌』も作詩している。また、この第四祝勝歌は伝存しているピンダロスの祝勝歌のなかでも、もっとも長く、13トリアース（スタンザ）、合計42ストロペー・エポドスで、299行ある。このような長篇詩はピンダロスの祝勝歌でも他に例がない。

### 祝勝歌の構成
『ピューティア第四祝勝歌』は、ストロペー、アンティストロペー、そしてエポドスの三つの節がまとまって一単位となり、このような単位（スタンザまたはトリアースと呼ぶ）が13回繰り返される。全体は、内容からすれば、次のような構成になっている。
1. 序詩　（トリアース1・ストロペー1）
2. メーデイアの予言の言葉　（アンティストロペー1 よりアンティストロペー3）
3. アルケシラースへの呼びかけ・金羊毛への話の切り替え　（エポドス3）
4. アルゴナウタイの物語　（ストロペー4 よりアンティストロペー11）
5. ミニュアース人の物語と主題の移行　（エポドス11 よりアンティストロペー12）
6. アルケシラースへの称賛・助言とダモピロスの取りなし　（エポドス12 よりエポドス13）

この構成区分のなかで、「ストロペー4」、「アンティストロペー3」、「エポドス12」等と記しているのは、それぞれ、「第4トリアースのストロペー」、「第3トリアースのアンティストロペー」、「第12トリアースのエポドス」の意味である。正確には、「トリアース4・ストロペー4」であるが、略してストロペー4 と表記している。トリアース（Trias）は「三つ組」の意味で、ピンダロスの祝勝歌でのスタンザの単位節である。『第四ピューティア祝勝歌』は、第13トリアースが最後のスタンザである。

## 祝勝歌の内容
詩は構成的に大きく六個の部分に分けることができる。ピンダロスの祝勝歌においては、しばしば、詩の流れを中断させるような不自然な切り替えが現れ、そこでは「わたし」という一人称で、ピンダロスと考えられる人物の言葉・意見、思索や問いかけ・語りかけが入る 。第四歌では、この「中断・主題の切り替わり」は、トリアース13になって突然出てくるダモピロスを誉め、王に取りなしを行うような詩行が該当する。

### 序詩
最初にムーサ女神への呼びかけがある。アルケシラースの傍らに、彼の前にムーサが来たりますように。そして、アルケシラースの偉大な祖先バットスが、デルポイの神託に従って、テーラ島を後に、リビュアのキューレーネーを訪れ都市を築いたことがうたわれる。（註：バットスは「どもり」という意味で、綽名である。また、リビュアの言語で「王」を意味するともされる。本名は、アリストテレース Aristoteles、あるいはアリスタイオス Aristaios である）。

### メーデイアの予言と話の切り替え

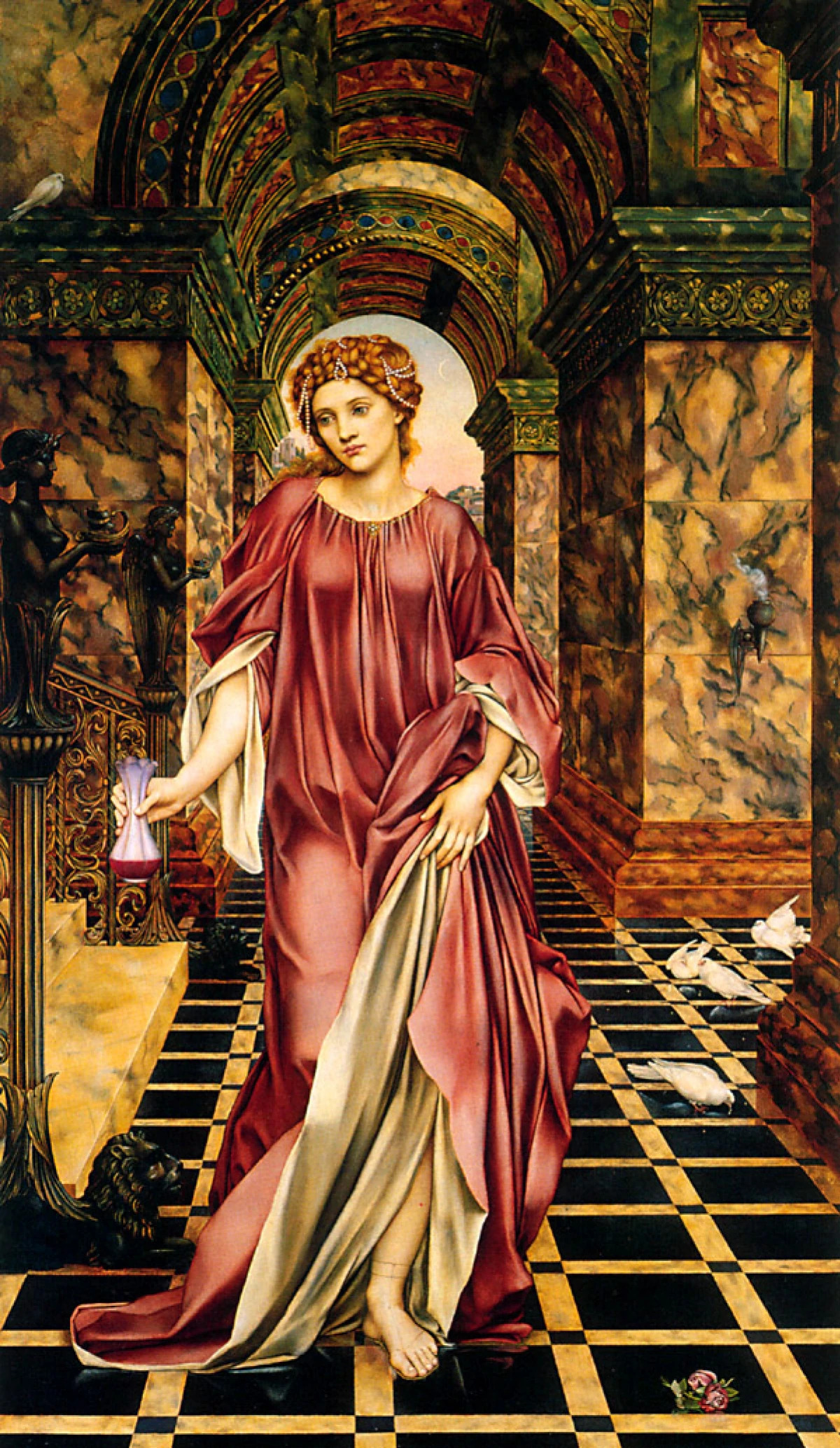
王女メーデイア

メーデイアがテーラ島にあって、かつて述べた予言が提示される。メーデイア自身の一人称で、予言が述べられる。すなわち、アイエーテースの気性激しい娘、コルキスの女王メーデイアは述べる：

「この地テーラ島より英雄が立ち、リビュアのゼウス・アンモンの神殿神域に発展の根を植えるであろう。かつて、トリートーン湖（トリートーニス湖）の流出口にあって、姿を変えたトリートーン神が土塊の贈り物をアルゴナウタイに与えようとしたとき、エウパーモス（エウペーモスに対応）がそれを受け取った。
「それは、コルキスからの帰路、オーケアノスから出て嵐に遭い、荒れ地の上を十二日にわたってアルゴー船を運んでいたときのことであった。まこと神霊（トリートーン）が現れ饗宴を申し出たが、一行が急いでいるのを知り、とりあえずの贈り物に土塊を渡したのである。貴重なこの土塊はしかし波にさらわれ、潮に載ってテーラ島へと流れ着いた。
「エウパーモスがもしこの土塊をなくさず、故郷に持ち帰っていたら、遙か昔に広大なリビュアは爾たちギリシア人のものとなっていたであろう。しかしこの機会は失われた。だが、レームノス島で英雄がもうけた子孫が、再びデルポイの神託に従うなら、子孫（バットス）は偉業を成し遂げるだろう」

メーデイアの言葉をアルゴー号の英雄たちは、そのように厳粛に聞いた。バットスにデルポイの巫女が予言を与え、彼はみずからのどもった言葉の代償に何を授けてくれるのかを問うた。神はバットスにリビュアの地の王位を授けた。かくしてキューレーネー市が繁栄し、その子孫の八代目のアルケシラースは王座にあって、ピュートーの戦車競走の誉れを、アンピクテュオネース（ピューティア競技祭の執行役）を通じて得た。ムーサイに王を献げよう。ミニュアース人が航海を通じて得た金羊毛皮と共に。

### アルゴナウタイの航海
その航海の発端はそもいかなるものであったか。

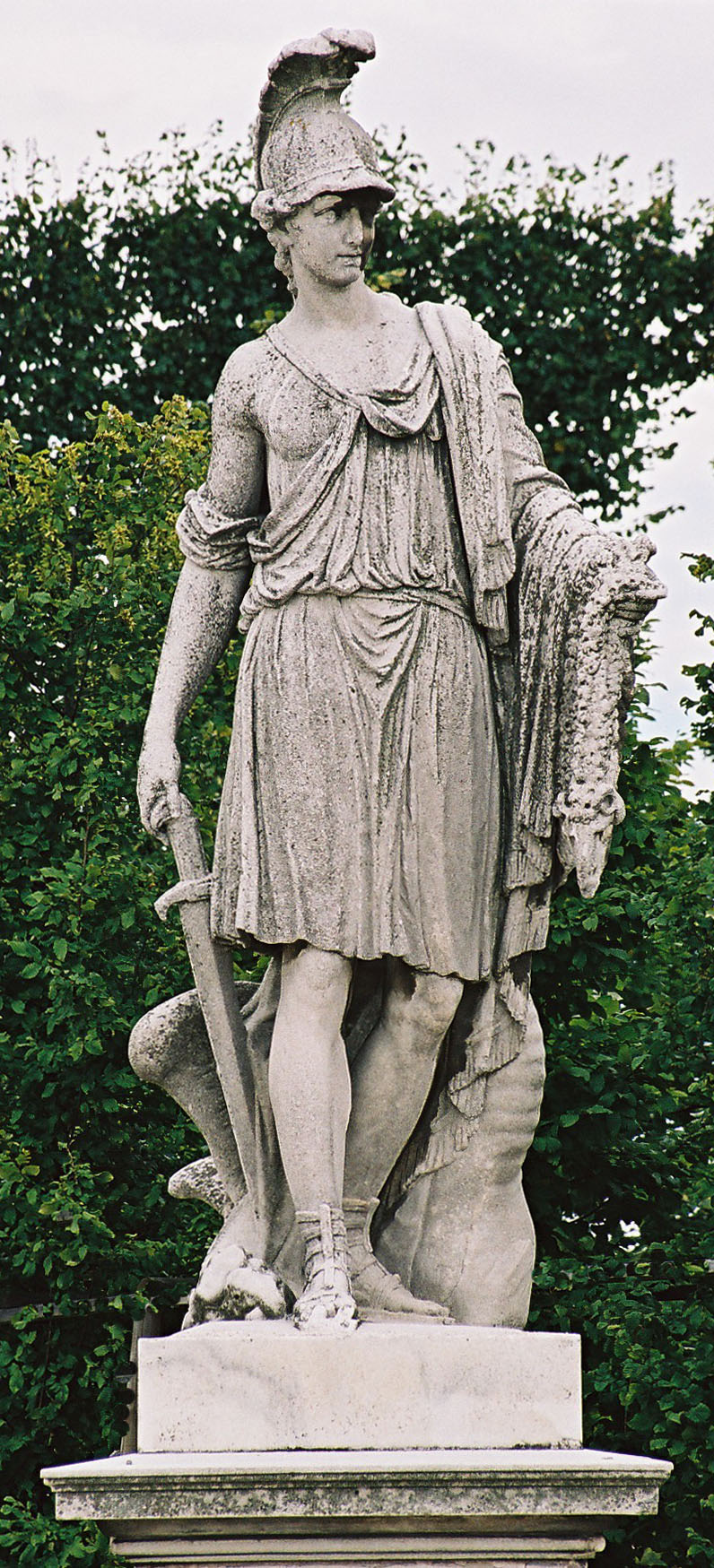
イアーソーン立像

イオールコスの王座に座するペリアースは、片足だけサンダルをはいた男に注意せよとの神託を受けていた。だが、その男は、マグネシアの衣装に、豹の皮の上着をまとい、一度も切ったことのない髪で、広場に出現した。人々は畏怖し、こはいかなる者か、神か英雄かと訝しんだ。人々の話し声のなかペリアースが現れ、「汝は何者なるか？」と男に尋ねた。

#### イアーソーンとペレアース
男は穏やかに、「われはケイローンの教えに従う者で、かつてペリアースが不正にも我が両親より奪った王位の返還を求めてかく訪れた。それはいにしえゼウスがアイオロスとその子に授けたものだ。われはアイソーンの子で、育て親ケイローンはわれをイアーソーンと名づけた」このように臆することなく答えた。イアーソーンの帰還に、父アイソーンは涙を流し、また父の兄弟たちや彼の従兄弟たちも訪れ、彼はこれらの人と五日に渡って酒宴を開いた。
こうして六日目にイアーソーンは王宮にでかけ、ペリアースに穏やかに対峙し、柔らかな言葉で諄々と理を説き、「武器を持って争うのは愚かしい、いまは、家畜や田畑はあなたに譲ろう。しかし、王杖と玉座はわたしに帰してほしい」と述べた。ペリアースは同意し、しかし「わたしは年老いている。夢のなかでプリクソスの霊が現れ、アイエーテースの国より自分を故郷に帰して欲しい、そして金羊毛皮を持ち帰れ、と訴える。君は若く力に満ちている。この難事を成し遂げた暁に、ゼウスにかけて誓おう、君の望みに従うと」
イアソーンは同意し、ペリアースが述べた航海を実行するため、ギリシア中に伝令を送って参加者を募った。こうして、次の英雄たちが参集した：

#### アルゴー号の参加者
イアーソーンの要請に応じて、クロノスの子ゼウスの三人の息子、すなわち、ヘーラクレース（アルクメーネーの子）、カストルとポリュデウケースの双子（レーダーの子）がまず徴募に応えた。そしてエンノシダース（ポセイドーン）の子孫二人、ポセイドーンの息子であるエウパーモス（エウペーモス）と孫であるペリクリュメノスが加わった。
更にアポローンの息子であり、誉れ高い竪琴の名手たるオルペウス、そして黄金の杖持つヘルメースの息子であるエキーオーンとエリュトスの双子の兄弟、北風（ボレアース）の二人の息子で、背に緋色の翼持つゼーテースとカライスの兄弟などが参集した。また占者モプソスなども加わった。

#### コルキスと金羊毛皮
英雄たちがイオールコスに集結したのを知り、イアーソーンは彼らを閲し誉めた。船の長として彼は艫に立ち、ゼウスに航海の安全を祈願した。英雄たちの手で櫂が漕がれ、船は異邦人には冷たき海（黒海）へと入った。彼らは「打ち合う岩」のあいだを無事進むことができるよう神に祈った。この二つの岩は船（アルゴー号）が無事通過した後、もはや二度と動くことはなくなった。
こうして彼らはパーシス河に至り、そこで顔黒きコルキス人に出会い、ヘーリオス神の子アイエーテース王にまみえた。このとき、女神アプロディーテーが王の娘メーデイアの心に情火を灯し、王女は父王への畏敬を失って英雄たちの味方となった。アイエーテースが条件として出した難題に対し、彼女はイアーソーンに援助を与えた。二人は結婚を約した。
燃える火炎を吐く二頭の牡牛を、王女からもらった油を全身に塗ったイアーソーンはいともやすやすと押さえつけくびきにかけ、先にアイエーテースが示したのと同様に、広大な耕地に深い畝を造って耕した。アイエーテースはこの難行をしてのけた者には、喜んで金羊毛皮を与えようと先に宣言していたのである。太陽神の子アイエーテースは、この次第を知り、輝く毛皮のある場所を教えた。だがそこの茂みには、守護者として、五十櫂船さえも小さく思える龍がおり、金羊毛皮はその龍の顎のところにあった。

### 話の切り替え・略述とダモピロスの弁護

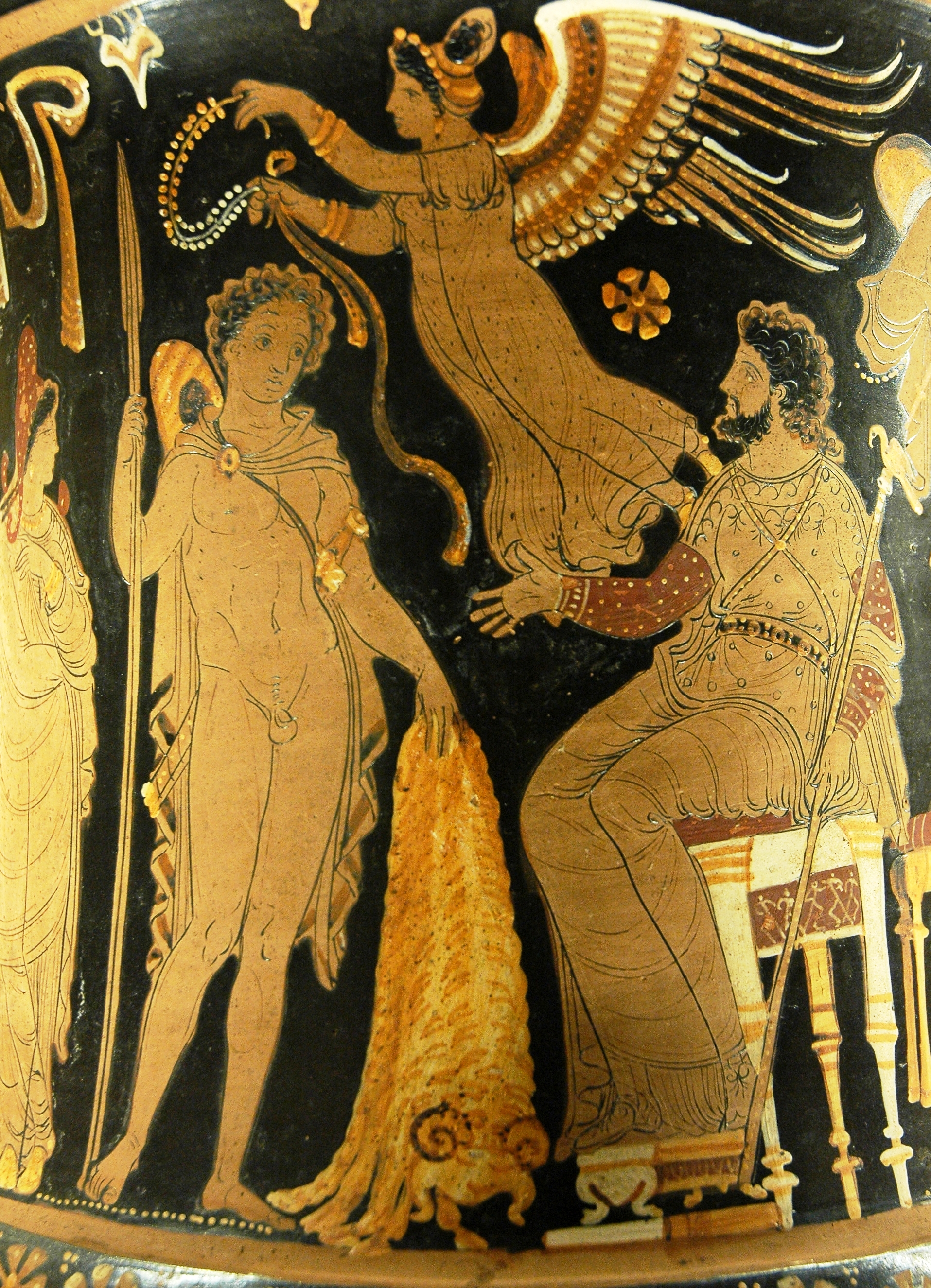
イアーソーンとペリアース

大いなる道を進むのは手間がかかる。短い道もまたある。さて、アルケシラース王よ、英雄たちは金羊毛皮を獲得した（メーデイアはペリアースを殺した）。オーケアノスの大洋を通り、赤い海を越え、（そしてリビュアの砂漠を横断し、トリートーニス湖を過ぎて）、男殺しのレムノース島に至り、そこの女たちと情を交わした。こうして輝かしい一族の種が蒔かれたのだ。エウパーノスの一族が生まれ、やがてラケダイモーンへと広がり、かつて「もっとも美しき」との名（カリステー）を持っていたテーラ島に移り住んだ。
かくてレートーの子アポローンは、あなた方にリビュアの広大な平野を授けた。そうしてキューレーネーの黄金の都を統べる力を与えたのである。アルケシラース王よ、いまこそオイディプースの智慧を知るときである。この世にあって何が真に価値あるものか。あなたは賢明な医師であり、町を鎮め正しく舵取りし導く者である。神の恩寵はあなたにある。
ホメーロスも語っている通り、「よき使者は何ごとにも重みを加える」。王よ、この言葉を尊びたまえ。（わたしが使者として伝えるが）バットスの館はダモピロスの公正な心をよく知っている。彼は賢者であり、また身の分を弁えている。その彼が父祖の土地や財産から遠ざけられて辛い境遇にある。ゼウスはティーターン神たちも解放された。ダモピロスは災難を脱し、みずからの館で朋と再会することを願っている。竪琴を手に平安を楽しみたい。彼は、アルケシラース王よ、テーバイで自分がもてなされたときのことをまた語るであろう。

## ピンダロスの詩の構成
ピンダロスの祝勝歌は、7行程度を一つのまとまりある節として、これを「ストロペー」「アンティストロペー」そして「エポドス」という様式の節として、この三つをまた一つの単位としている。この単位は「トリアース（三つ組）」と呼ばれる。『オリュンピア第一祝勝歌』では、四つのトリアースで詩が構成されている。また、この詩と同じ勝利をうたった『ピューティア第五勝利歌』も、同じく四つのトリアースから構成されている。
ストロペー（strophe）は「回転・転回」の意味で、ギリシア劇では、合唱舞踏隊の右から左への転回で歌われる歌章を云う。アンティストロペー（antistrophe）は、対ストロペーの意味で、左から右への転回での歌章に当たる。エポドス（epodos）は、停止の意味で、停止のときの歌章に当たる。
『ピンダロス 祝勝歌集/断片選』の訳者内田次信は、ストロペーを合唱隊の「右旋回中の歌唱」、アンティストロペーを「左旋回中の歌唱」、エポドスを「その後の停止しての歌唱」を意味すると、後代の学者による解釈を説明している。この『ピューティア第四祝勝歌』の場合、13トリアースすべてについて、ストロペー8行、アンティストロペー8行、エポドス7行となっている。従って、全体として、299行ある。

## アイゲイダイ人とミニュアース人

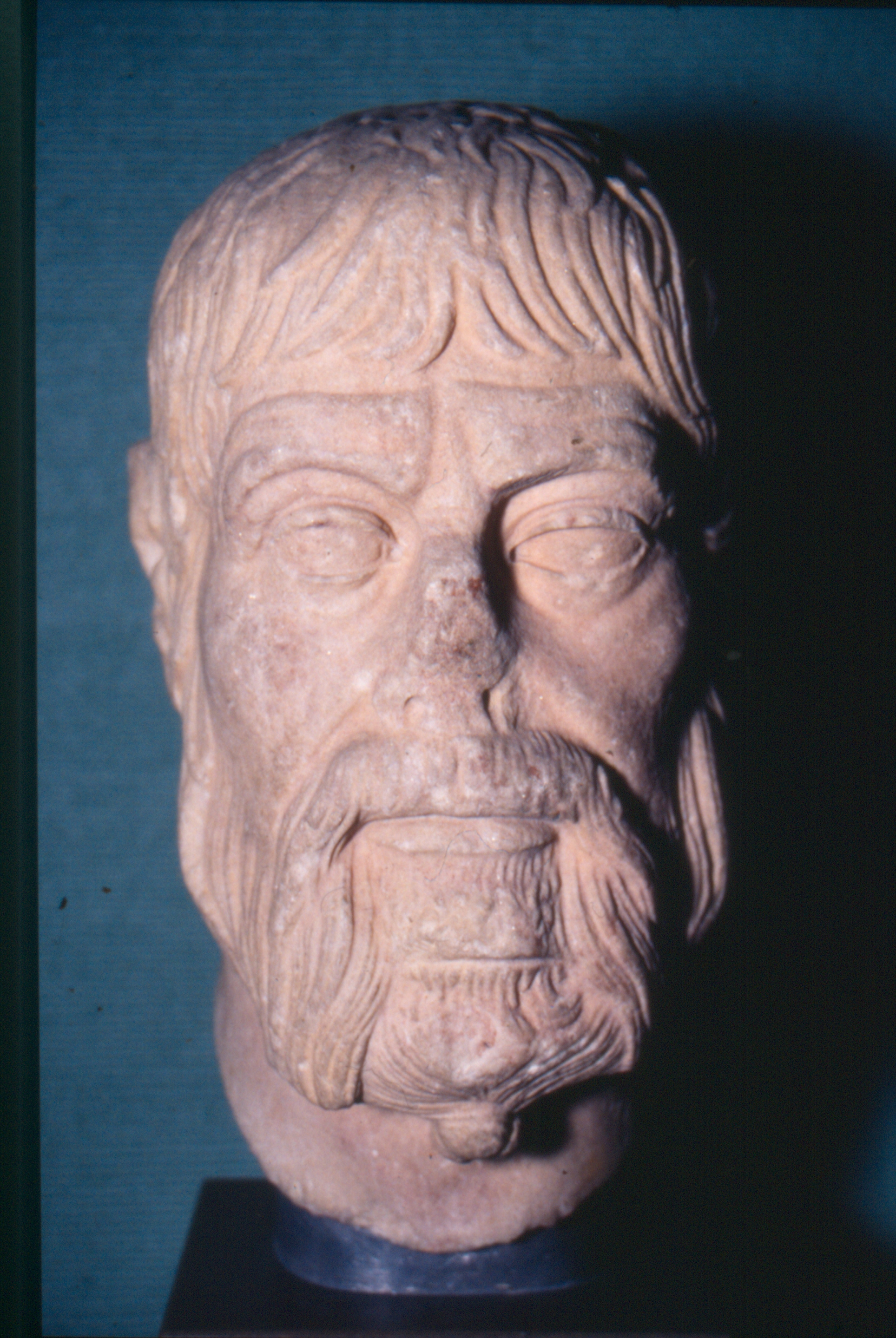
ピンダロス頭部

ピンダロスはアイゲイダイ人に属する古き貴族の家系にあり、アイゲイダイ人はアイゲウスを名祖とする一族である。このアイゲウスは、テーセウスの父で伝説のアテーナイ王アイゲウスとは異なり、テーラ島の名祖となったテーラースの孫であるとされる。
アイゲイダイ人はスパルタの有力な氏族であり、またテーバイにあっても有力な氏族であった。ピンダロスの『ピューティア第四祝勝歌』でうたわれている内容の背景には、二つの伝承が存在している。ピンダロスの祖先であるアイゲイダイ人テーラースが、スパルタよりミニュアース人を率いて、三隻の船でテーラ島に移住したという伝承が一つである。他方、アルゴナウタイの一人エウパーモスが、帰路レームノス島で子孫を残し、この子孫がラケダイモーン（スパルタ）に移り、更にテーラ島に移住した（この移住に、テーラースが関係していることになる）。こうしてバットスの代になって、リビュアに移住し、キューレーネー市を創建したと云う神話伝承がある  。
しかし、二つの伝承・神話がどこかで混同があったとしても、一方で、アイゲイダイ人の貴族の一員であるピンダロスの祖先は、テーバイ、ラケダイモーン（スパルタ）、そしてテーラ島に移住した（そして更に、アイゲイダイ人たちはキューレーネーにも移住した）。また他方で、キューレーネーの王アルケシラオスの祖先はミニュアース人で、レムノース島よりラケダイモーンを介在してテーラ島に移り、そこからキューレーネーを創建し移住したことになる。
ピンダロスの一族であるアイゲイダイ人と、アルケシラオスの一族のミニュアース人は、それぞれに、ラケダイモーンよりテーラ島へ、そしてリビュアのキューレーネーへと移住していることになる。ピンダロスが『ピューティア第四祝勝歌』でアルゴナウタイの神話をうたう背景に、祝勝歌の依頼者であるアルケシラオス王の祖先の偉業と、ピンダロス自身の祖先の伝承が存在しているという事実がある。

## 参考書籍
- ピンダロス 『祝勝歌集／断片選』 内田次信訳、京都大学学術出版会「西洋古典叢書」、2001年　ISBN 487-698-129-9
- ヘロドトス 『歴史（中）』 松平千秋訳、岩波文庫、改版2006年　ISBN 400-334052-3
- 高津春繁 『ギリシア・ローマ神話辞典』 岩波書店、新版2007年　ISBN 400-080013-2
- Simon Hornblower et al. ed. The Oxford Classical Dictionary Oxford U.P, 2003. ISBN 0-19-860641-9
- Pindaros Pindar, The Odes Penguin Classics, 1969. ISBN 0-14-044209-X